# Faustyn Oteiza Segura
Faustyn Oteiza Segura SchP, hiszp. Faustino Oteiza Segura (ur. 14 lutego 1890 w Ayegui, zm. 9 sierpnia 1936 Azanuy-Alins) – hiszpański prezbiter z Zakonu Kleryków Regularnych Ubogich Matki Bożej Szkół Pobożnych, ofiara prześladowań Kościoła katolickiego w czasach hiszpańskiej wojny domowej, zamordowany z nienawiści do wiary łac. odium fidei.

## Życiorys
Był synem Isidoro Oteiza i Angeli Segury. Pochodził z Archidiecezji Pampeluny. Nowicjat pijarów w Peralta de la Sal rozpoczął 9 listopada 1905 roku. Proste śluby zakonne złożył 15 sierpnia 1907 roku, zaś uroczystą profesję 15 lipca 1912 roku. Przyjął imię zakonne Faustyn od Matki Boskiej Bolesnej. 14 września 1913 roku w Terrassa otrzymał sakrament święceń kapłańskich. Pełnił obowiązki mistrza nowicjuszy, a w 1936 roku asystenta mistrza. 23 lipca 1936 roku do miasta wkroczyli komunistyczni bojówkarze z Binéfar próbując zająć szkołę pijarów, a następnie spalili kościół i zniszczyli posąg św. Józefa Kalastego. Wraz z innymi zakonnikami został aresztowany i 9 sierpnia rozstrzelany razem z Florentynem Felipe Nayą. Przygotowując się na śmierć powiedział:
„Jeśli zajdzie konieczność przelania krwi za Chrystusa, z Jego łask, zrobię to z przyjemnością”.
Relikwie męczenników znajdują się w kościele pijarów w Peralta de la Sal.

## Znaczenie
Zginął mimo tego że nie był zaangażowany w konflikt i nie prowadził działalności politycznej.
1 października 1995 roku na rzymskim Placu Świętego Piotra papież Jan Paweł II dokonał beatyfikacji czterdziestu pięciu ofiar prześladowań antykatolickich wśród których był Faustyn Oteiza Segura w grupie trzynastu pijarskich męczenników.
W Kościele katolickim dniem wspomnienia liturgicznego każdego z otoczonych kultem jest dies natalis (9 sierpnia), zaś grupa błogosławionych zakonników wspominana jest 22 września.